# ماكسيم باتوف
ماكسيم باتوف (بالروسية: Батов, Максим Сергеевич)‏ (5 يونيو 1992 ببيرم في روسيا - ) هو لاعب كرة قدم روسي في مركز الدفاع. لعب مع أمكار بيرم وروبين كازان وزينيت سانت بطرسبرغ وFC Chernomorets Novorossiysk ‏ وFC Zenit-2 Saint Petersburg ‏.

## روابط خارجية
- ماكسيم باتوف على موقع قاعدة بيانات كرة القدم.إي يو (الإنجليزية)
- ماكسيم باتوف على موقع Soccerway.com (الإنجليزية)
- ماكسيم باتوف على موقع AS.com (الإسبانية)